# Piła (powiat ostrowski)
Piła (dawn. Tartak) – osada w Polsce położona w województwie wielkopolskim, w powiecie ostrowskim, w gminie Sośnie.
W latach 1975–1998 miejscowość należała do województwa kaliskiego.